# Nordmazedonische Davis-Cup-Mannschaft
Die nordmazedonische Davis-Cup-Mannschaft ist die Tennisnationalmannschaft Nordmazedoniens.

## Geschichte
1995 nahm Nordmazedonien erstmals am Davis Cup teil, zuvor waren die Spieler Teil der jugoslawischen Davis-Cup-Mannschaft. Ihr bestes Ergebnis erzielte die Mannschaft im Jahr 2008, als sie die zweite Runde der Europa/Afrika-Gruppenzone I erreichen konnten. Erfolgreichster Spieler ist Predrag Rusevski, der in 41 Partien insgesamt 44 Spiele gewinnen konnte, davon 21 im Einzel und 23 im Doppel. Er ist außerdem Rekordspieler seines Landes.